# Batalla de Muros
El combate naval de Muros (25 de julio de 1543) fue una victoria militar española que tuvo lugar en las aguas de esta población gallega. En ella se enfrentaron una escuadra francesa de 25 naves, al mando de Jean de Clamorgan y del corsario Hallebarde, y una española de 16 naves al mando de Álvaro de Bazán "el Viejo", I señor del Viso, padre de Álvaro de Bazán el Joven, que también estuvo presente en el combate pese a no contar con más de 18 años.

## Contexto
Tras el fracaso de la expedición española contra Argel en 1541, el rey francés Francisco I violó la Tregua de Niza y declaró de nuevo la guerra a España, aliada con Turquía, Dinamarca y Suecia. Debido a ello se aprestó a alistar una escuadra con la que combatir a las armadas inglesa y española, por entonces aliadas. El mismo monarca se trasladó al puerto de El Havre para dirigir los preparativos destinados a repeler cualquier ataque inglés.
Mientras tanto, se encomendó al vicealmirante De Burye armar una segunda escuadra para atacar a España, que se alistó en los puertos de Bayona, Burdeos y San Juan, ya que en estos momentos la presencia española en aguas del Golfo de Vizcaya era muy pequeña. 
El Emperador Carlos V, temiéndose una acción en estas aguas, ordenó que don Álvaro de Bazán “el Viejo”, capitán general de las galeras de España, se trasladara al mar Cantábrico y reuniera una escuadra para tratar de impedir el ataque francés. Para ello don Álvaro formó una escuadra con naves de Guipúzcoa y Vizcaya, más las disponibles de la Hermandad de las Cuatro Villas, con lo que contó rápidamente con cuarenta naves, con desplazamientos variables entre las doscientas y las quinientas toneladas, disponiendo que su base de operaciones fuera el puerto de Laredo, desde donde podía acudir a cualquier intento de ataque en la costa cantábrica por parte de los franceses. 
Don Álvaro recibió la orden de transportar un cuerpo de infantería a Flandes, por lo que se tuvo que dividir la escuadra, y con quince de sus naves realizó el transporte de tropas hasta la ciudad de Brujas, donde se desembarcó a la infantería a finales del mes de junio. 
Justo en este momento, los franceses terminaban sus preparativos, que con treinta naves, que se habían reforzado con 550 arcabuceros escogidos, se hicieron a la mar desde el puerto de Bayona con rumbo Oeste, para atacar las costas españolas. La escuadra francesa, aunque alistada por el vicealmirante De Burye, estaba al mando del que se consideraba en aquellos momentos el mejor marino de Francia, Jean de Clamorgan, señor de Saane. 
La escuadra francesa, en su rumbo de acercamiento a las costas de Galicia, apresó dos mercantes vizcaínos, un error que alertó al gobernador de la plaza, Sancho de Leiva, quien inmediatamente envió emisarios a Bazán advirtiéndole de la presencia de la escuadra y su rumbo. 
Bazán, al haberse desprendido de parte de su armada y, sobre todo, de los soldados enviados a Flandes, en esos momentos se encontraba haciendo levas para terminar de aprestar sus naves, pues solo disponía de unos mil soldados. Al leer los mensajes de Leiva, le remitió uno pidiéndole refuerzos, por lo que le fueron enviados rápidamente 500 arcabuceros viejos de su tercio. 
Estando en estos trabajos, intentando aprestar sus naves lo antes posible, el 10 de julio la escuadra francesa pasó por las aguas de Laredo sin apercibirse de que allí estaba surta la escuadra española. Pensando que no había naves españolas en la zona, saquearon las poblaciones de Lage, Corcubión y más puertos que encontraron en su rumbo, llegando al cabo de Finisterre, el cual doblaron, echando finalmente sus anclas frente a la ciudad de Muros, a la que exigieron rescate para evitar ser arrasada. 
Ante lo delicado de la situación, Álvaro de Bazán alistó todos los buques y hombres posibles y se hizo a la mar. Navegando a todo trapo se presentó ante la población de Muros en muy poco tiempo, lo que cogió a los franceses totalmente desprevenidos.

## La batalla
Los franceses permanecían fondeados frente a Muros cuando la flota de don Álvaro se les vino encima a toda vela. Contaba solo con 16 naves, que eran todas las que había podido alistar y pertrechar, si bien eran, al parecer, las más grandes de las que podía disponer, lo que le daba una cierta ventaja frente a los 25 navíos franceses. 
Siendo el día 25 de julio la festividad del apóstol Santiago, patrón de España, don Álvaro arengó a sus tropas señalándoles que en tal fecha era imposible que las armas españolas perdieran un combate. La tropa española enfervorizada atacó con tanto ardor, que en muy poco tiempo los franceses fueron arrollados. 
Don Álvaro dirigió su nave capitana directamente contra la del almirante francés (la capitana de la Saane), la cual estaba al lado de la del corsario Hallebarde, batiéndose encarnizadamente contra los dos y llegando a contarse más de cien hombres puestos fuera de combate en la capitana española. Viendo que la ventaja era del enemigo, aprovechó una racha de viento que le permitió el tomar impulso y embestir a la nave de Clamorgan, con tanta destreza y violencia que esta se fue a pique. Liberada así una banda del combate, se dedicó a combatir solo sobre la otra, lo que propició el que la nave de Hallebarde pudiera ser abordada y capturada. 
Aunque el combate fue encarnizado, en total duró algo menos de dos horas, al final de las cuales los franceses quedaron completamente derrotados. De las 25 naves que formaban su escuadra, solo una pudo escapar; las restantes 23 fueron capturadas por los españoles, más la capitana que se había ido a pique. Las bajas francesas superaron los tres mil, pero los españoles sufrieron otras ochocientas, de las que unos trescientos eran muertos.